# 가쓰야마성 (후쿠이현)

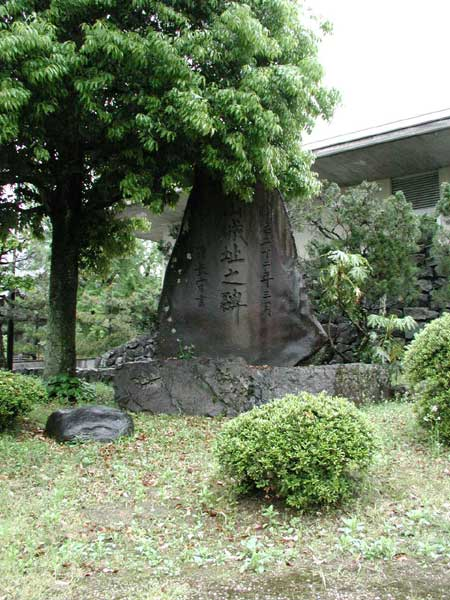
가쓰야마 성터 비

가쓰야마성(일본어: 勝山城 가쓰야마조[*])은 후쿠이현 가쓰야마시에 있었던 제곽식 평성이다. 에도 시대에는 에치젠 가쓰야마 번의 번청으로 사용되었다. 일본에서 가장 큰 천수각 건물이 있는 성이기도 하다. 단, 천수각은 후세에 새로 지어진 것으로 가쓰야마 성과는 아무런 관련이 없다.

## 역사
아즈치모모야마 시대
1580년 오다 노부나가의 필두 가신 시바타 가쓰이에의 양아들 시바타 가쓰야스가 이 지역의 무로코 산성을 버리고, 구즈류강변 구릉지에 성을 축조했다. 1583년 시즈가다케 전투에서 시바타 가쓰이에 세력이 하시바 히데요시 세력에 패한 후, 가쓰야마 지역은 니와 나가히데의 영지에 편입되었고, 성주로 니와 가문의 가신 나리타 시게마사가 입성하였다.
1584년에 일어난 고마키·나가쿠테 전투에서 공을 세운 하세가와 히데카즈에게 하시바 히데요시는 에치젠 국 도고 11만 석을 주었다. 이에 하세가와 히데카즈는 마키야마 산성에 입성하였고, 가쓰야마 지역은 그의 배하에 속해 있었다.
1594년 임진왜란으로 조선 전역에 참전하던 중 하세가와 히데카즈가 병사하였고, 이후 가쓰야마 지역이 누구의 배하에 속해 있는지는 불분명하다.
에도 시대
1600년 일어난 세키가하라 전투 후, 에치젠 1국 68만 석을 배령받은 유키 히데야스가 기타노쇼 성에 입성하였고, 가쓰야마 지역도 유키 가문(에치젠 마쓰다이라 가문)의 배하에 속해 있었다. 1624년 유키 히데야스의 5남 마쓰다이라 나오모토가 3만 석에 입봉되어 가쓰야마 번이 성립되었고, 가쓰야마 성은 번의 번청으로 사용되기 시작했다. 1635년 나오모토가 에치젠 국 오노 번 5만 석에 가증 이봉되자, 유키 히데야스의 6남 마쓰다이라 나오요시가 에치젠 국 고노모토 번에서 가쓰야마 번으로 이봉되어 가쓰야마 성에 입성한다. 1644년 나오요시가 에치젠 국 오노 번으로 이봉되자, 가쓰야마 번은 막부직할령에 편입되어 가쓰야마 성은 폐성되었다.
1691년 오가사와라 사다노부가 미노 국 다카스 번에서 에치젠 국 가쓰야마 번으로 이봉되자, 가쓰야마 지역은 다시금 번으로 복귀했다. 이후 가쓰야마 성은 메이지 유신까지 오가사와라 가문 8대의 거성이 되었다. 1708년 성터에 축성 허가가 떨어져, 7대 번주 오가사와라 나가타카 대에 성이 완성된다. 그러나, 1822년 화재로 인해 성의 모든 건조물이 소실되어 1826년 재건된다.
메이지 시대 이후
1871년(메이지 4년) 폐번치현에 의해 가쓰야마 성에 현청이 들어선 후, 1876년(메이지 9년) 성의 건조물은 민간에 불하되어 해체되었다.
현재 시청 부근이 성터의 중심인 혼마루이고, 시청 앞 도로부근이 해자였다. 천수대와 석벽은 1965년(쇼와 40년)까지 남아있었지만, 시민회관 건설에 따라 파괴되었다. 성이 있었다는 것을 알리는 성터 비만 시민회관 부지에 건립되어 있다. 또, 성터 부근에는 일본에서 가장 큰 높이를 자랑하는 천수각 건물이 지어져있다. 이는 가쓰야마 성 박물관 건물이며 가쓰야마 성과는 아무런 관련이 없다. 박물관의 외관은 히메지성과 닮아있다.

## 남아있는 건조물
이축된 건물로는 세이키도(成器堂)의 강당, 엔부조(演武場), 오모테 문, 도조가 있다. 그중 세이키도의 강당이 1911년 신메이 신사 경내로 이축되었고, 엔부조가 누노이치의 도장에, 오모테 문과 도조가 이마이 가문의 저택으로 이축되어 현존해 있다.

## 관광
교통
- 에치젠 철도 가쓰야마 역에서 하차, 도보로 30분소요.

주변 문화시설 및 관광명소
- 에치젠 대불 - 세이다이지(清大寺)
- 후쿠이 현립 공룡박물관

## 같이 보기
- 가쓰야마 번
- 후쿠이번